# Јесењице (Раковњик)
Јесењице (чеш. Jesenice) град је у Чешкој Републици. Град се налази у управној јединици Средњочешки крај, у оквиру којег припада округу Раковњик.

## Становништво
Према подацима о броју становника из 2014. године град је имао 1.708 становника.